# مجلس سنا

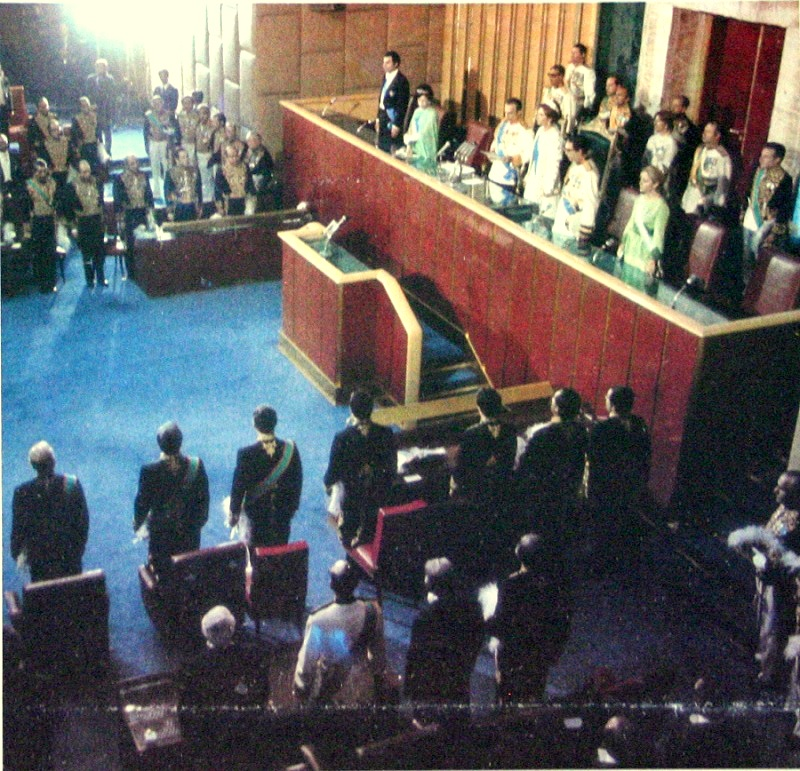
حضور الشاه محمد رضا بهلوي في مجلس سنا سنة 1975م.

مجلس سنا ، هي مجلس شورى النظام الملكي الإيراني، أسست سنة 1949م وأعلنت حلها من قبل الحرس الثوري الإيراني سنة 1979م، حيث تهدف مجلس سنا لتطوير البنية التحتية الإيرانية واهتمامها في الشأن الإيراني وكذلك علاقاتها مع دول العالم.